# Disney's Tarzan
Tarzan (también conocido como Disney's Action Game: Tarzan) es un juego de plataformas de 1999 basado en la película de 1999 del mismo nombre. Se lanzaron versiones en Norteamérica para Game Boy Color el 28 de junio de 1999, PlayStation y Microsoft Windows el 30 de junio de 1999, y Nintendo 64 el 15 de febrero de 2000. En 2012, la versión de PlayStation estuvo disponible en PlayStation Store para PlayStation Vita.

## Trama
El jugador toma el control del epónimo Tarzán, un niño huérfano que fue adoptado y criado por gorilas. Al comienzo del juego, Tarzán todavía es un niño pequeño que tiene que aprender diferentes habilidades de los gorilas, como trepar a los árboles, balancearse por las ramas o luchar contra animales salvajes pequeños pero agresivos. Con el tiempo, se convierte en un hombre fuerte y hábil que debe defenderse a sí mismo y al hogar de sus hermanos animales, la jungla, de los cazadores liderados por el malvado cazador Clayton.

## Jugabilidad
Disney's Tarzan es un juego de plataformas de desplazamiento lateral 2.5D, en el que el juego se desarrolla en un plano bidimensional pero con modelos y entornos tridimensionales. El jugador controla al personaje epónimo de Tarzán, tanto de niño como de adulto, a través de 14 niveles diferentes. Además de correr y saltar a través de niveles, Tarzán puede golpear el suelo para abrir ciertos objetos, además de revelar elementos ocultos y áreas secretas. El método principal de Tarzán para atacar a los enemigos es arrojar frutas variadas, que se pueden lanzar tanto movimiento de lanzamiento por encima del hombro como por debajo para diferentes distancias de lanzamiento y vienen en 4 niveles diferentes de poder marcados por sus colores. Un cuchillo también se puede encontrar en ciertos niveles y usarse como arma de combate cuerpo a cuerpo, y ciertas otras armas, como una lanza y una sombrilla, se usan exclusivamente en niveles específicos. El estado de salud salud (juego) de Tarzán está representado por una barra de vida que se agota a medida que los enemigos y otros peligros lo dañan. La barra de salud se puede rellenar recogiendo plátanos, que están escondidos en los plátanos y otras áreas a lo largo de los niveles.
Los niveles cuentan con varios elementos coleccionables diferentes, como monedas que le otorgan al jugador una vida extra cuando se recolectan 100 de ellas, y cuatro piezas de un dibujo a lápiz que están ocultas a lo largo del nivel. y desbloquea un nivel de bonificación cuando lo recojas. Las escenas de la película respectiva Tarzán (película de 1999) del juego se pueden desbloquear ubicando 6 letras (T-A-R-Z-A-N) en cada nivel.
El juego tiene tres niveles de dificultad: fácil, medio y difícil. En las dificultades fácil y media, el pequeño Tarzán recibe consejos de su amigo Terk. Los enemigos de Tarzán son monos, babuinos, águilas, Sabor el leopardo y diferentes animales como serpientes y cerdos silvestres, y algunos humanos como Clayton.

## Desarrollo
La versión de Game Boy Color de Disney's Tarzán fue desarrollada por Digital Eclipse, quien previamente había desarrollado varios ports de juegos más antiguos, incluido Klax' ', Justa y Paperboy. Fue el primer videojuego completamente original de Digital Eclipse que desarrollaron y diseñaron desde cero, ya que todos sus esfuerzos anteriores habían sido adaptaciones de otros juegos. El equipo de desarrollo del juego tuvo 3 meses para desarrollar el juego y estaba formado por dos programadores, diez artistas y tres diseñadores de niveles. Según el director técnico del juego, Mike Mika, el concepto de diseño inicial para El juego era "bastante ambicioso", y varias mecánicas de juego tuvieron que ser eliminadas debido a limitaciones de tiempo. Según Mika, el equipo quería incluir objetivos de juego que se le daban al jugador hablando e interactuando con personajes no jugables, y tenía conceptos para varias mecánicas que no se incorporaron, como niveles que implicaban montar en cima de pájaros y niveles que presentaban al elefante Tantor como personaje jugable.

## Recepción
Disney's Tarzan recibió críticas positivas tras su lanzamiento, y los críticos elogiaron los gráficos del juego y su fidelidad a la historia de la película.
Rick Sánchez revisó la versión de PlayStation del juego para "Next Generation, calificándola con dos estrellas de cinco, y afirmó que "Tarzán es un juego sólido, aunque poco inspirado, título que se las arregla principalmente con su apariencia. Los jugadores serios no encontrarán mucho valor, pero podría atraer a los niños que acuden en masa a la película".
La versión para PlayStation de Disney's Tarzan recibió el premio de ventas "Gold" de la Entertainment and Leisure Software Publishers Association (ELSPA), lo que indica ventas de al menos 200,000 copias en el Reino Unido.
Rick Sánchez revisó la versión de Nintendo 64 del juego para Next Generation, calificándola con tres estrellas de cinco, y escribió que "Disney Interactive tomó prestados los mejores trucos de juegos de plataformas y puso "Todos juntos en un solo paquete. Si bien no hay nada nuevo u original en "Disney's Tarzan", sigue siendo un juego decente".
Janice Tong de The Sydney Morning Herald le dio al juego tres estrellas de cinco y dijo: "Si no tienes escrúpulos en masacrar bestias lindas de Disney, este es el juego para ti".